# Trigonostoma
Trigonostoma là một chi ốc biển, là động vật thân mềm chân bụng sống ở biển trong họ Cancellariidae.

## Các loài
Theo Cơ sở dữ liệu sinh vật biển (WoRMS) các loài sau với danh pháp hợp lệ được xếp vào chi Trigonostoma:
- Trigonostoma chui Yen, 1936
- Trigonostoma costifera (G.B. Sowerby I, 1832)
- Trigonostoma diamantina Garrard, 1975
- Trigonostoma elegantula M. Smith, 1947
- Trigonostoma gofasi Verhecken, 2007
- Trigonostoma goniostoma (G.B. Sowerby I, 1832a)
- Trigonostoma iota Garrard, 1975
- Trigonostoma kilburni Petit & Harasewych, 2000
- Trigonostoma lamberti (Souverbie, 1870 in Souverbie & Montrouzier)
- Trigonostoma laseroni (Iredale, 1936)
- Trigonostoma milleri Burch, 1949
- Trigonostoma mozambicense Petit & Harasewych, 2002
- Trigonostoma nitida (A. Adams, 1855)
- Trigonostoma pygmaea (C.B. Adams, 1852)
- Trigonostoma semidisjuncta (G.B. Sowerby II, 1849a)
- Trigonostoma tessella Garrard, 1975
- Trigonostoma tryblium Bouchet & Petit, 2008
- Trigonostoma vinnulum Iredale, 1925

Subgenus Trigonostoma Blainville, 1825
- Trigonostoma antiquatum (Hinds, 1843)
- Trigonostoma scalare (Gmelin, 1791)
- Trigonostoma thysthlon Petit & Harasewych, 1987

Subgenus Ventrilia Jousseaume, 1887
- Trigonostoma breve (G.B. Sowerby I, 1832a)
- Trigonostoma bullatum (G.B. Sowerby I, 1832a)
- Trigonostoma tenerum (Philippi, 1848)
- Trigonostoma tuberculosa (G.B. Sowerby I, 1832a)